# Крал на Унгария
Това е списък на ранните владетели и кралете на Унгария. За държавните глави след 1918 вижте Президент на Унгария.
| Династия | Владетел         | Управление               | Забележки |
| --- | ---------------- | ------------------------ | --- |
| Арпади | Алмош            | ок. 858 – ок. 895        | Първият велик княз на унгарците. |
| Арпади | Арпад            | ок. 895 – ок. 907        | Син на Алмош, обединител на унгарските племена. Смята се, че е начело на маджарите, при заселването им в Централна Европа. Вероятно управлява заедно с Курсан. |
| Арпади | Золтан           | ок. 907 – ок. 947        | Син на Арпад |
| Арпади | Фаличи           | ок. 947 – ок. 955        | Внук на Арпад |
| Арпади | Такшон           | ок. 955–ок. 971          | Син на Золтан. |
| Арпади | Геза             | ок. 971 – 997            | Син на Такшон. |
| Арпади | Ищван I          | 997 – 1038               | Син на Геза, първи крал на Унгария (1001). |
| Династични междуособици 1038 – 1046. |                  |                          | |
| – | Петер Орсеоло    | 1038 – 1041, 1044 – 1046 | Внук на Геза. |
| – | Шамуел Аба       | 1041 – 1044              | Зет на Геза. |
| Въстание Вата 1046 – 1047 |                  |                          | |
| Арпади | Андраш I         | 1047 – 1061              | Правнук на Такшон. Възстановяване на династията на Арпадите. |
| Арпади | Бела I           | 1061 – 1063              | Брат на Андраш I. |
| Арпади | Шаламон          | 1063 – 1074              | Син на Андраш I. |
| Арпади | Геза I           | 1074 – 1077              | Син на Бела I. |
| Арпади | Ласло I          | 1077 – 1095              | Брат на Геза I. |
| Арпади | Калман           | 1095 – 1116              | Син на Геза I. |
| Арпади | Ищван II         | 1114 – 1131              | Син на Калман. |
| Арпади | Бела II          | 1131 – 1141              | Син на Калман. |
| Арпади | Геза II          | 1141 – 1161              | Син на Бела II. |
| Арпади | Ищван III        | 1161 – 1172              | Син на Геза II. |
| Арпади | Ласло II         | 1162 – 1163              | Брат на Геза II. |
| Арпади | Ищван IV         | 1163                     | Брат на Геза II. |
| Арпади | Бела III         | 1172 – 1196              | Брат на Ищван III. |
| Арпади | Имре             | 1196 – 1204              | Син на Бела III. |
| Арпади | Ласло III        | 1204 – 1205              | Син на Имре. |
| Арпади | Андраш II        | 1205 – 1235              | Брат на Имре. |
| Арпади | Бела IV          | 1235 – 1270              | Син на Андраш II. Монголско нашествие. |
| Арпади | Ищван V          | 1270 – 1272              | Син на Бела IV. |
| Арпади | Ласло IV         | 1272 – 1290              | Син на Ищван V. |
| Арпади | Андраш III       | 1290 – 1301              | Внук на Андраш II. Последен крал от династията на Арпадите. |
| Пршемисъл | Венцел           | 1301 – 1305              | Праправнук на Бела IV по женска линия. Крал на Чехия, избран за крал на Унгария. Той не е общопризнат и днес обикновено не се смята за крал. |
| Вителсбах | Ото              | 1305 – 1308              | Внук на Бела IV по женска линия. Наричан също Бела V, не е общопризнат. |
| Анжу | Карой I          | 1308 – 1342              | Правнук на Ищван V по женска линия. Основоположник на династията Анжу в Унгария. |
| Анжу | Лайош I Велики   | 1342 – 1382              | Син на Карой I. Също крал на Полша. |
| Анжу | Мария            | 1382 – 1395              | Дъщеря на Лайош I Велики. |
| Анжу | Карой II         | 1385 – 1386              | Също крал на Неапол; претендент за трона, противопоставящ се на Мария. |
| Люксембург | Жигмонд          | 1387 – 1437              | Съпруг на Мария. Също император на Свещената Римска империя и крал на Чехия. |
| Хабсбург | Алберт           | 1437 – 1439              | Зет на Жигмонд; също крал на Германия и ерцхерцог на Австрия. |
| Междуцарствие | Междуцарствие    | Междуцарствие            | Спор за титлата между Уласло I и Ласло Посмъртни. |
| Ягелони | Уласло I         | 1440 – 1444              | Също крал на Полша. |
| Хабсбург | Ласло V          | 1444 – 1457              | Син на Алберт. Също крал на Чехия. |
| – | Матяш I          | 1458 – 1490              | |
| Ягелони | Уласло II        | 1490 – 1516              | Също крал на Чехия. |
| Ягелони | Лайош II         | 1516 – 1526              | Син на Уласло II. Също крал на Чехия. |
| За трона на Унгария претендират император Фердинанд и Ян Заполски. |                  |                          | |
| Хабсбург | Фердинанд I      | 1526 – 1564              | Зет на Лайош II; също император на Свещената Римска империя. |
| Заполски | Янош I           | 1526 – 1540              | |
| Заполски | Янош II Заполски | 1540 – 1571              | Син на Янош I, отказва се от унгарския престол през 1571 в полза на Фердинанд I. |
| След 1562 Унгария е практически разделена на три части: владения на Хабсбургите на север и запад, владения на Османската империя в центъра и османския сателит Трансилвания на изток. |                  |                          | |
| Хабсбург | Микша            | 1563 – 1576              | Син на Фердинанд I. Също император на Свещената Римска империя под име Максимилиан II. |
| Хабсбург | Рудолф II        | 1572 – 1608              | Син на Фердинанд I. Също император на Свещената Римска империя. |
| Хабсбург | Матяш II         | 1608 – 1619              | Син на Микша. Също император на Свещената Римска империя. |
| Хабсбург | Фердинанд II     | 1618 – 1637              | Внук на Фердинанд I. Също император на Свещената Римска империя. |
| – | Ищван Бочкаи     | 1605 – 1606              | Княз на Трансилвания, избран през 1605 г. за „княз на Унгария“, през 1606 г. сключва споразумение с Фердинанд II и се отказва от титлата си. |
| – | Габор Бетлен     | 1605 – 1606              | Едновременно и княз на Трансилвания от 1613 до 1629 г. Унгарският парламент обявява детронирането на Хабсбургите през 1620 г., и избира Габор Бетлен за крал на Унгария. След преговори с Фердинанд II, през 1621 г. възстановява се старото статукво. |
| Хабсбург | Фердинанд III    | 1625 – 1657              | Син на Фердинанд II. Също император на Свещената Римска империя. |
| Хабсбург | Фердинанд IV     | 1647 – 1654              | Коронясан за крал още по време на управлението на баща му, Фердинанд III, но починал преди него, тоест де факто никога не е упражнявал функциите на крал. |
| Хабсбург | Липот I          | 1655 – 1705              | Син на Фердинанд III. Също император на Свещената Римска империя. |
| Движения за освобождение на Унгария в резултат на продължителните войни с османците. Хабсбургите започват за заселват сърби и немци в Южна Унгария.                                   |                  |                          | |
| – | Имре Тьокьоли    | 1682 – 1685              | Унгарски бунтовнически лидер, борещ се срещу Хабсбургите на страната на Османската империя, създава за няколко години нова васалска унгарска държава, победен при освобождението на Унгария от османската власт. |
| Хабсбург | Йожеф I          | 1687 – 1711              | Син на Липот I. Също император на Свещената Римска империя. |
| – | Ференц II Ракоци | 1705 – 1711              | Доведен син на Имре Тьокьоли. Разбунтува се срещу хабсбургското управление на Унгария през 1703 г. Успява да постави почти цялата територия на страната под свой контрол. През 1704 избран за „ръководен княз“ на Унгария. През 1707 официално се обявява детронирането на Хабсбургите. През 1711 г. въстаническите лидери (без самия Ракоци) сключват споразумение с Йожеф I, и се възстановява управлението на Хабсбургите. Ференц Ракоци в знак на несъгласие емигрира в Османската империя. |
| Хабсбург | Карой III        | 1711 – 1740              | Брат на Йожеф I. Също император на Свещената Римска империя. |
| Мащабна немска колонизация в Унгария (1720 – 1800). |                  |                          | |
| Хабсбург | Мария Терезия    | 1740 – 1780              | Дъщеря на Карой III. |
| Хабсбург | Йожеф II         | 1780 – 1790              | Син на Мария Терезия. Също император на Свещената Римска империя. |
| Хабсбург | Липот II         | 1790 – 1792              | Брат на Йожеф II. Също император на Свещената Римска империя. |
| Хабсбург | Ференц           | 1792 – 1835              | Син на Липот II. Също император на Свещената Римска империя и император на Австрия. |
| Хабсбург | Фердинанд V      | 1835 – 1848              | Син на Ференц. Също император на Австрия. |
| Хабсбург | Ференц Йожеф     | 1867–1916                | Племенник на Фердинанд V. De facto крал на Унгария от 1848 г., de iure обаче само от 1867 г. Също император на Австрия. |
| Хабсбург | Карой IV         | 1916 – 1918              | Племенник на Ференц Йожеф. Също император на Австрия. Отказва се от изпълнение на функциите на крал през 1918 г. Детрониран е през 1918 г. за първи път, а през 1921 г. за втори път. През 1921 г. се връща в Унгария и образува правителство, обаче търпи поражение в битка срещу силите на регент Хорти, след което се оттегля се в емиграция, където през 1922 г. умира в изгнание. |

### Велики князе на Трансилвания
Велики князе на Трансилвания по времето, когато Трансилвания е де факто независима държава:
- Жигмонд Янош (1570 – 1571) – бивш крал на Унгария, под име Янош II
- Ищван Батори (1571 – 1586) – едновременно крал на Полша от 1576 до 1586 г.
- Сигизмунд Батори (1588 – 1597, 1598 – 1599, 1601 – 1602) – племенник на Ищван Батори
- Андраш Батори (1599)
- Мозес Секели (1603)
- Ищван Бочкай (1605 – 1606)
- Сигизмунд Ракоци (1607 – 1608)
- Габриел Батори (1608 – 1613)
- Габор Бетлен (1613 – 1629)
- Катарина фон Бранденбург (1629 – 1630) – вдовица на Габор Бетлен
- Ищван Бочкай (1630) – брат на Габор Бетлен
- Дьорд I Ракоци (1630 – 1648)
- Дьорд II Ракоци (1648 – 1657, 1658 – 1659, 1659 – 1660) – син на Дьорд I Ракоци
- Ференц Редей (1657 – 1658)
- Акош Барчай (1658 – 1660)
- Янош Кемени (1661 – 1662)
- Михай I Апафи (1661 – 1690)
- Михай II Апафи (1690) – син на Михай I Апафи

Преди 1570 г. Трансилвания е интегрална част на Унгария. Между 1690 – 1848 г. и между 1849 – 1867 г. Трансилвания е отделна област, част на Хабсбурската империя. през 1848 – 1849 и след 1867 г. Трансилвания отново е интергална част на Унгария. Титлата „велик княз на Трансилвания“ се запазва и след 1690 г., като титлата е една от титлите на австрийския император до 1867 г., а след 1867 е една от титлите на унгарския крал.